# Gran Premio Costa degli Etruschi 2008
Il Gran Premio Costa degli Etruschi 2008, tredicesima edizione della corsa e valida come evento dell'UCI Europe Tour 2008 categoria 1.1, fu disputato il 9 febbraio 2008, su un percorso di 193 km. Fu vinta dall'italiano Alessandro Petacchi, al traguardo con il tempo di 4h50'10" alla media di 39,908 km/h. Successivamente la vittoria gli fu revocata per doping e attribuita a Gabriele Balducci.
Partenza a San Vincenzo con 185 ciclisti, di cui 136 portarono a termine il percorso.

## Ordine d'arrivo (Top 10)
| Pos. | Corridore           | Squadra       | Tempo    |
| ---- | ------------------- | ------------- | -------- |
| SQ   | Alessandro Petacchi | LPR Brakes    | 4h50'10" |
| 1    | Gabriele Balducci   | Acqua & Sap.  | s.t.     |
| 2    | Francesco Chicchi   | Liquigas      | s.t.     |
| 3    | Danilo Napolitano   | Lampre-N.G.C. | s.t.     |
| 4    | Roberto Ferrari     | LPR Brakes    | s.t.     |
| 5    | Jurij Metlušenko    | Amore & Vita  | s.t.     |
| 6    | Baden Cooke         | Barloworld    | s.t.     |
| 7    | Aleksandr Serov     | Tinkoff       | s.t.     |
| 8    | Bernardo Riccio     | Tinkoff       | s.t.     |
| 9    | Mattia Gavazzi      | Preti Mangimi | s.t.     |